# Lisa Rinna
Lisa Deanna Rinna (sinh ngày 11/7/1963) là nữ diễn viên, nhân vật truyền hình người Mỹ. Bà được biết đến với các vai Billie Reed trong phim dài tập Days of Our Lives và vai Taylor McBride trong Melrose Place. Bà cũng là một nhân vật trong chương trình truyền hình thực tế The Real Housewives of Beverly Hills.

## Đời tư
Rinna kết hôn với nam diễn viên Harry Hamlin năm 1997. Họ sinh được hai con gái là Delilah Belle (sinh ngày 10/6/1998) và Amelia Gray (sinh ngày 13/6/2001). Bà từng thừa nhận đã phẫu thuật thẩm mỹ, tiêm botox.